# Stictoptera describens
Stictoptera describens är en fjärilsart som beskrevs av Walker 1857. Stictoptera describens ingår i släktet Stictoptera och familjen nattflyn. Inga underarter finns listade i Catalogue of Life.